# René Pinchart
René Pinchart (Maldegem, Flandes Oriental, 24 de juny de 1891 – Middletown, Connecticut, 2 de setembre de 1970) va ser un gimnasta artístic belga que va competir a començaments del segle xx.
El 1920 va prendre part en els Jocs Olímpics d'Anvers, on va guanyar la medalla de bronze en el concurs per equips, sistema suec del programa de gimnàstica.
Anteriorment, durant tota la Primera Guerra Mundial, havia lluitat a l'Exèrcit belga, del qual arribà al grau de sergent major. Va rebre diverses condecoracions. El 1927 va emigrar als Estats Units on exercí d'entrenador d'esgrima a Nova York fins al 1955. Va ser l'entrenador de l'equip olímpic d'esgrima dels Estats Units el 1928, 1932, 1948 i 1952.